# Рунку (Вилча)
Рунку (рум. Runcu) — село у повіті Вилча в Румунії. Адміністративний центр комуни Рунку.
Село розташоване на відстані 154 км на північний захід від Бухареста, 9 км на північний схід від Римніку-Вилчі, 106 км на північний схід від Крайови, 105 км на південний захід від Брашова.

## Населення
За даними перепису населення 2002 року у селі проживали 353 особи, з них 352 особи (99,7%) румунів. Рідною мовою 352 особи (99,7%) назвали румунську.